# Styx: Master of Shadows
Styx: Master of Shadows è un videogioco stealth del 2014 sviluppato da Cyanide Studios e pubblicato dalla Focus Home Interactive. per le piattaforme Microsoft Windows, PlayStation 4 e Xbox One. Il videogioco è il prequel di Of Orcs and Men, pubblicato nel 2012.

## Trama
Il goblin Styx si infiltra nella Torre di Akenash, un promontorio volante situato intorno all'Albero del Mondo, un gigantesco albero magico secernente una linfa particolare, l'Ambra Grezza, che viene raffinata e impiegata come droga. Tuttavia, il goblin viene intercettato da una guardia e fatto prigioniero dal governatore Barimen, che presiede il promontorio, e tenuto sotto stretta osservazione da lui e suo figlio, Aaron.
Styx si risveglia presso delle fogne senza memoria di quanto è accaduto prima di quel momento e sa soltanto che il suo obiettivo è quello di liberare un amico tenuto prigioniero all'interno della struttura. Con l'aiuto di un contatto interno, l'ex comandante disertore Ozkan, Styx riesce ad addentrarsi e sottrarre a Barimen la chiave della prigione del suo amico e a liberarlo.
Tuttavia, quando Styx si ritrova di fronte il goblin che sapeva essere il suo amico, pressoché identico a lui, quest'ultimo gli rivela la verità: Styx non è altro che un suo clone, ossia del vero Styx. Egli era un tempo un orco erudito che studiando l'Albero del Mondo, venne a contatto con l'Ambra Grezza, che lo trasformò in un goblin, primo della sua specie. Nei secoli a seguire, a causa del contatto con essa, Styx fu incessantemente tormentato dalle voci degli elfi, creature legate simbioticamente all'Albero, che riecheggiavano nella sua testa. Apprese dunque che l'unico modo per poter porre fine a queste voci era quello di recidere il cuore dell'Albero del Mondo, grazie al quale spera anche di poter recuperare le sue fattezze di orco. L'Ambra grezza gli aveva inoltre conferito il potere di poter creare duplicati di se stesso che può controllare telepaticamente, ma la loro intelligenza era scarsa e pertanto non riuscivano a portare a termine il loro obiettivo. Styx decide così di creare un clone più complesso e dotato di coscienza autonoma, così da poter svolgere la propria missione autonomamente. Il clone di Styx comprende dunque di essere solo uno strumento dello Styx originale, che lo lascia a se stesso, e furibondo, decide di distruggere il suo creatore e crearsi una vita propria.
Aiutato da un elfo, il clone di Styx riesce a liberarsi dal controllo telepatico del suo creatore e raggiunge il cuore dell'Albero del Mondo, che distrugge per poi gettarsi nella sua linfa. In quell'istante emerge un'orda di cloni difettosi di Styx, che viene catturato e fatto a pezzi da questi, che daranno inizio alla razza dei goblin. Dalle rovine della Torre di Akenash, collassata con la morte dell'albero, riemerge quello che parrebbe essere il clone di Styx, che ancora una volta non ricorda più nulla, ad eccezione del fatto che il suo nome è Styx.

## Modalità di gioco
Styx: Master of Shadows è un videogioco stealth in terza persona tridimensionale, in cui il giocatore deve agire furtivamente per poter completare con maggior successo un livello.
Essendo il primo goblin, Styx è un maestro nell'arte dell'azione furtiva, del furto e dell'omicidio. Styx per completare le proprie missioni può utilizzare molte abilità, tra cui rendersi invisibile e utilizzare la visione d'ambra per rilevare nemici e aree nascoste. Inoltre, la possibilità di creare cloni temporanei permette al giocatore di esplorare i dintorni e creare diversivi.

## Personaggi
- Styx: è un goblin tanto scaltro quanto senza scrupoli, che si infiltra nella Torre di Akenash con lo scopo di impossessarsi del cuore dell'Albero del Mondo.
- Barimen: il governatore umano della Torre di Akenash, che sfrutta l'alleanza con gli elfi, che venerano l'Albero del mondo, per avere accesso all'Ambra Grezza da lui impiegata come salario per i suoi soldati, assuefatti dalla suddetta linfa.
- Aaron: il figlio di Barimen, vicario di quest'ultimo. Il suo approccio è molto più brutale e impulsivo rispetto a quello di suo padre.
- Ozkan: un vecchio cieco che da anni vive nascosto nelle fogne di Akenash, il quale ha stretto un'alleanza con Styx per affari. Un tempo era il comandante della Guardia di Akenash, finché non disertò.
- Gowain: un subordinato di Ozkan che agisce come talpa sotto copertura tra i dipendenti della Torre di Akenash.
- Querberus: un vecchio scienziato recluso nella Torre di Akenash e costretto a sperimentare i metodi di raffinazione dell'ambra.

## Accoglienza
| Testata                    | Versione | Giudizio |
| -------------------------- | -------- | -------- |
| Metacritic (media al 2016) | PC       | 71/100   |
| Metacritic (media al 2016) | PS4      | 70/100   |
| Metacritic (media al 2016) | Xbox One | 69/100   |
| GameSpot                   | -        | 5/10     |
| IGN                        | PC       | 7,2/10   |

Britton Peele di GameSpot criticò il sistema di combattimento affermando che «sembra rigido e poco maneggevole, rendendo le battaglie un'esperienza dolorosa sia che tu vinca o perda.». William Murphy di MMORPG.com affermò «nulla nell'avventura di Styx è più frustrante del combattimento» e notò anche che «è un po' ridicolo abbattere un gioco stealth in base al sistema di combattimento.».
Tuttavia, alcune pubblicazioni hanno elogiato il fatto che il sistema disincentiva il confronto diretto. Geoff Thew di Hardcore Gamer affermò che Styx «rende quasi impossibili i combattimenti diretti e ti forza ad osservare, pensare e pianificare in anticipo.». Inoltre, venne fatto notare che, come puro stealth, Styx da «una tensione soddisfacente che pochi giochi riescono a raggiungere» e lodarono molti livelli per avere «molta più profondità dei tipici ambienti piatti che caratterizzano il genere», concludendo che Styx è «uno dei migliori giochi [stealth] sulla piazza.». Heather Newman di Venture Beat disse che Styx è «sinceramente avvincente per i fan più accaniti dello stealth, ad un prezzo modico» e avvertì «siate pronti a salvare spesso e morire più spesso – sempre con un sorriso sulla bocca.».

## Sequel
Il 14 ottobre 2015 è stata annunciata la produzione del sequel Styx: Shards of Darkness per le piattaforme Microsoft Windows, PlayStation 4 and Xbox One. Inizialmente la data di pubblicazione era stata fissata per la fine del 2016, ma è poi stata spostata al primo trimestre del 2017 per apportare ulteriori migliorie al motore grafico del titolo. In seguito la data di pubblicazione è stata fissata a marzo 2017 per tutte le piattaforme.